# 嶺田丘造

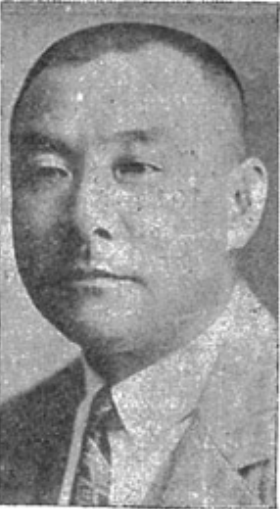
嶺田丘造

嶺田 丘造（みねた きゅうぞう、1887年（明治20年）9月17日 - 没年不詳）は、日本の大蔵官僚。台湾総督府官僚。

## 経歴
愛知県出身。1912年（明治45年）、東京帝国大学法科大学独法科を卒業した。税務監督局属、大蔵属、税務監督局事務官、大蔵事務官、税務監督官、税関事務官、神戸税関監視部長、長崎税関長、熊本税務監督局長、名古屋税務監督局長などを歴任。1936年（昭和11年）、台湾総督府財務局長に転じた。
1939年（昭和14年）に退官した後は、日本米穀株式会社理事を務めた。

## 著書
- 『税界閑話』（巌松堂書店、1924年）